# Sophie Pascoe
Sophie Pascoe, née le 8 janvier 1993 à Christchurch, est une nageuse handisport néo-zélandaise concourant en S9 pour les athlètes ayant un sévère handicap à un membre ou en ayant perdu un. Elle détient onze titres paralympiques (2008, 2012, 2016, 2020) et douze titres mondiaux (2010, 2013, 2015, 2019).

## Biographie
Le 23 septembre 1995, alors qu'elle a à peine deux ans, son père lui roule dessus avec la tondeuse à gazon familiale. Après cet accident, elle est amputée de la jambe gauche sous le genou et sa jambe droite reste marquées de cicatrices.
Elle est l'athlète handisport la plus décorée de l'histoire de la Nouvelle-Zélande aux Jeux paralympiques.

### Distinctions
- 2022 : Dame compagnon de l'Ordre du Mérite de Nouvelle-Zélande[4]

## Palmarès

### Jeux paralympiques
- Jeux paralympiques d'été de 2008 à Pékin :
  -  100 m dos S10
  -  100 m brasse SB9
  -  200 m 4 nages SM10
  -  100 m papillon S10
- Jeux paralympiques d'été de 2012 à Londres :
  -  200 m 4 nages SM10
  -  100 m papillon S10
  -  100 m nage libre S10
  -  50 m nage libre S10
  -  100 m brasse SB9
- Jeux paralympiques d'été de 2016 à Rio de Janeiro :
  -  100 m dos S10
  -  100 m papillon S10
  -  200 m 4 nages SM10
  -  50 m nage libre S10
  -  100 m nage libre S10
- Jeux paralympiques d'été de 2020 à Tokyo :
  -  100 m nage libre S9
  -  200 m 4 nages SM9
  -  100 m brasse SB8
  -  100 m dos S9

### Championnats du monde
- Championnats du monde 2010 à Eindhoven :
  -  100 m papillon S10
  -  200 m 4 nages SM10
  -  50 m nage libre S10
  -  100 m dos S10
  -  100 m brasse SB9
- Championnats du monde 2013 à Montréal :
  -  100 m nage libre S10
  -  100 m brasse SB9
  -  100 m papillon S10
  -  100 m dos S10
  -  50 m nage libre S10
- Championnats du monde 2015 à Glasgow :
  -  200 m 4 nages SM10
  -  100 m papillon S10
  -  100 m nage libre S10
  -  100 m dos S10
  -  50 m nage libre S10
  -  100 m brasse S10
- Championnats du monde 2019 à Londres :
  -  100 m nage libre S9
  -  100 m dos S9
  -  100 m papillon S9
  -  50 m nage libre S9

### Jeux du Commonwealth
- Jeux du Commonwealth de 2014 à Glasgow :
  -  100 m brasse SB9
  -  200 m 4 nages SM10
- Jeux du Commonwealth de 2018 à Gold Coast :
  -  100 m brasse SB9
  -  200 m 4 nages SM10